# Papilio peranthus
Papilio peranthus é uma borboleta da família Papilionidae e subfamília Papilioninae, encontrada na região biogeográfica indo-malaia e no oeste da região biogeográfica da Australásia; endêmica da Indonésia, nas planícies ao sul da ilha de Sumatra e em Java, Bawean, Bali, Sulawesi (Celebes) e pequenas Ilhas da Sonda. Foi classificada por Johan Christian Fabricius, em 1787, na obra Mantissa insectorumː sistens species nuper detectas, adiectis synonymis, observationibus, descriptionibus, emendationibus. Suas lagartas se alimentam de plantas do gênero Micromelum (família Rutaceae).

## Descrição e hábitos
Papilio peranthus possui, visto por cima, asas com envergadura máxima de 7 a 9 centímetros e de amplas margens de um marrom enegrecido, com ampla área de escamas alares em verde ou azul, próximas ao corpo do inseto, atravessando as asas dianteiras e traseiras; estas últimas, em sua margem, com uma cadeia de três grandes manchas com pulverizadas escamas de mesma coloração; assim como também presentes no ápice das asas anteriores. O lado de baixo é castanho escuro, com áreas mais pálidas e com sete manchas em laranja, negro e azul, em cada asa posterior, próximas à sua margem. Ambos os sexos apresentam pouco dimorfismo sexual e possuem um par de caudas em forma de espátulas, na metade inferior das asas posteriores.

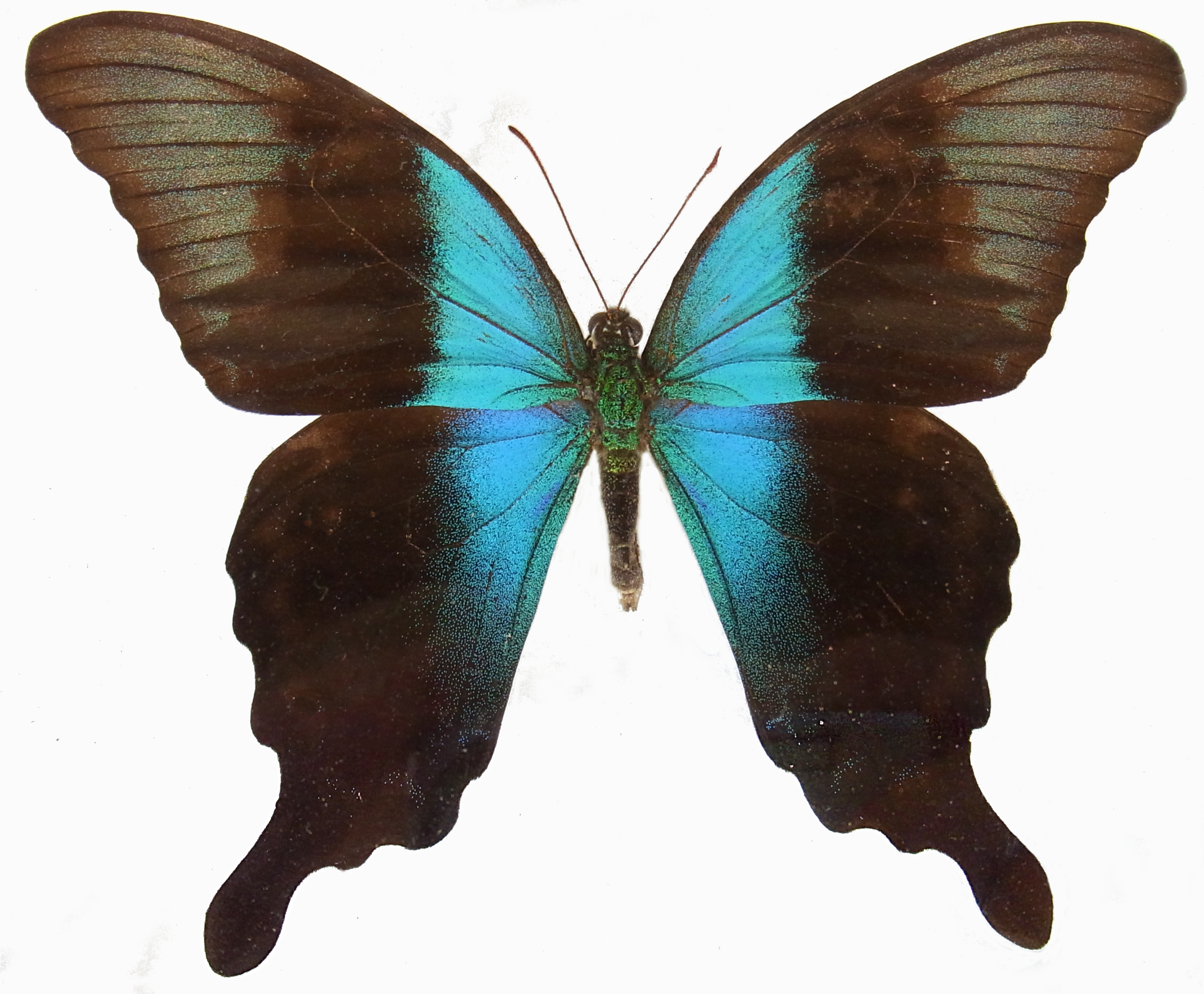
Na subespécie P. peranthus adamantius, de Sulawesi, a coloração das asas possui tonalidade azulada.
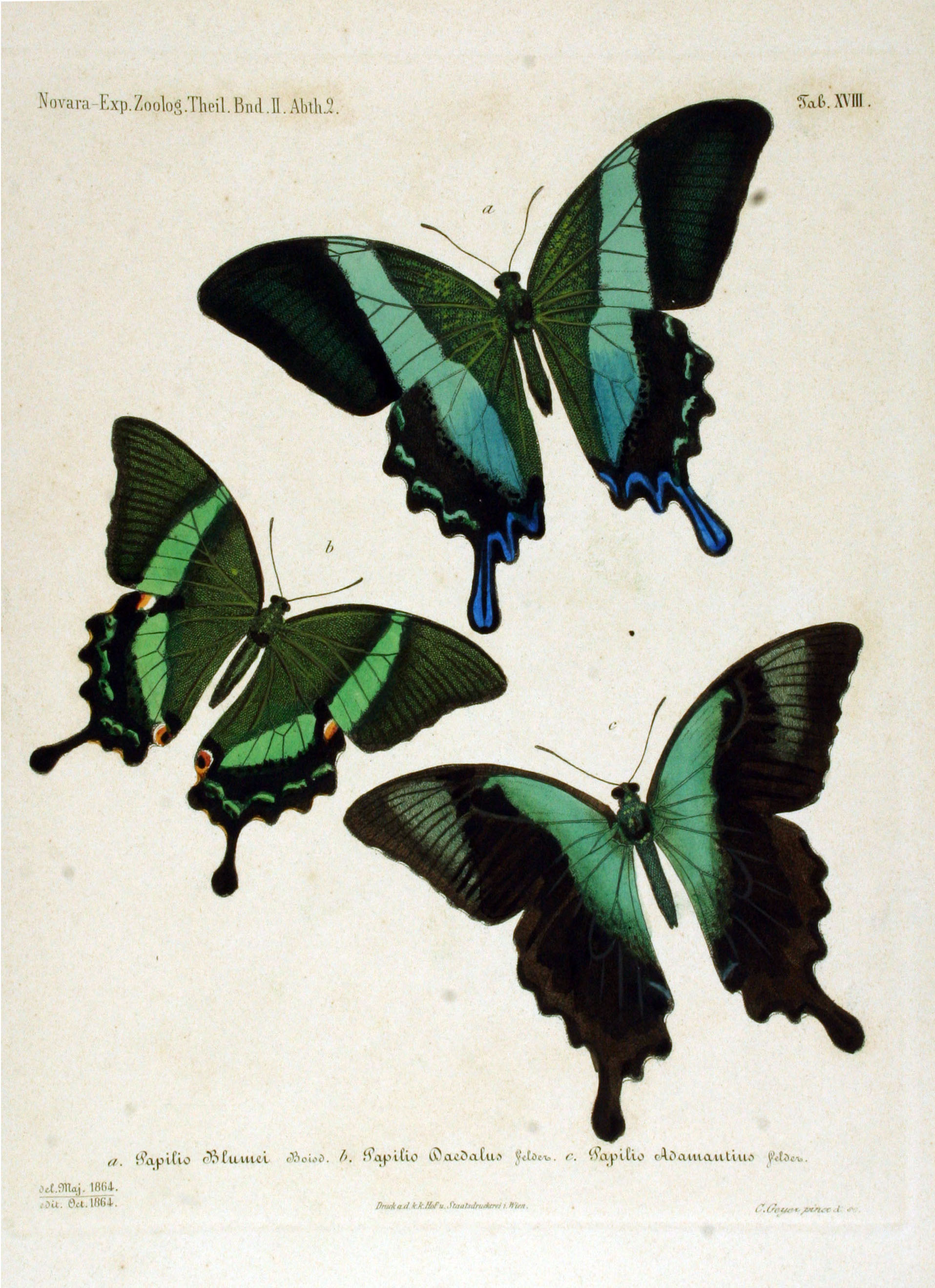
A borboleta abaixo é uma Ilustração de P. peranthus, em vista superior, retirada de um livro de 1864.[4] As outras duas são P. blumei (acima) e P. palinurus (à esquerda).

Esta espécie voa nas bordas de florestas e ao longo de riachos, frequentemente pousando para absorver umidade mineralizada do solo; também visitando plantas em flor para se alimentar de seu néctar: Jatropha integerrima e Jatropha podagrica (família Euphorbiaceae), Impatiens hawkeri (família Balsaminaceae), Ixora spp. (família Rubiaceae), Caesalpinia pulcherrima (família Fabaceae), Cuphea hyssopifolia (família Lythraceae), Pseuderanthemum reticulatum (família Acanthaceae), Bougainvillea sp. (família Nyctaginaceae), Lantana camara e Aloysia virgata (família Verbenaceae), Clerodendrum paniculatum (família Lamiaceae), Zinnia sp. e Cosmos caudatus (família Asteraceae).

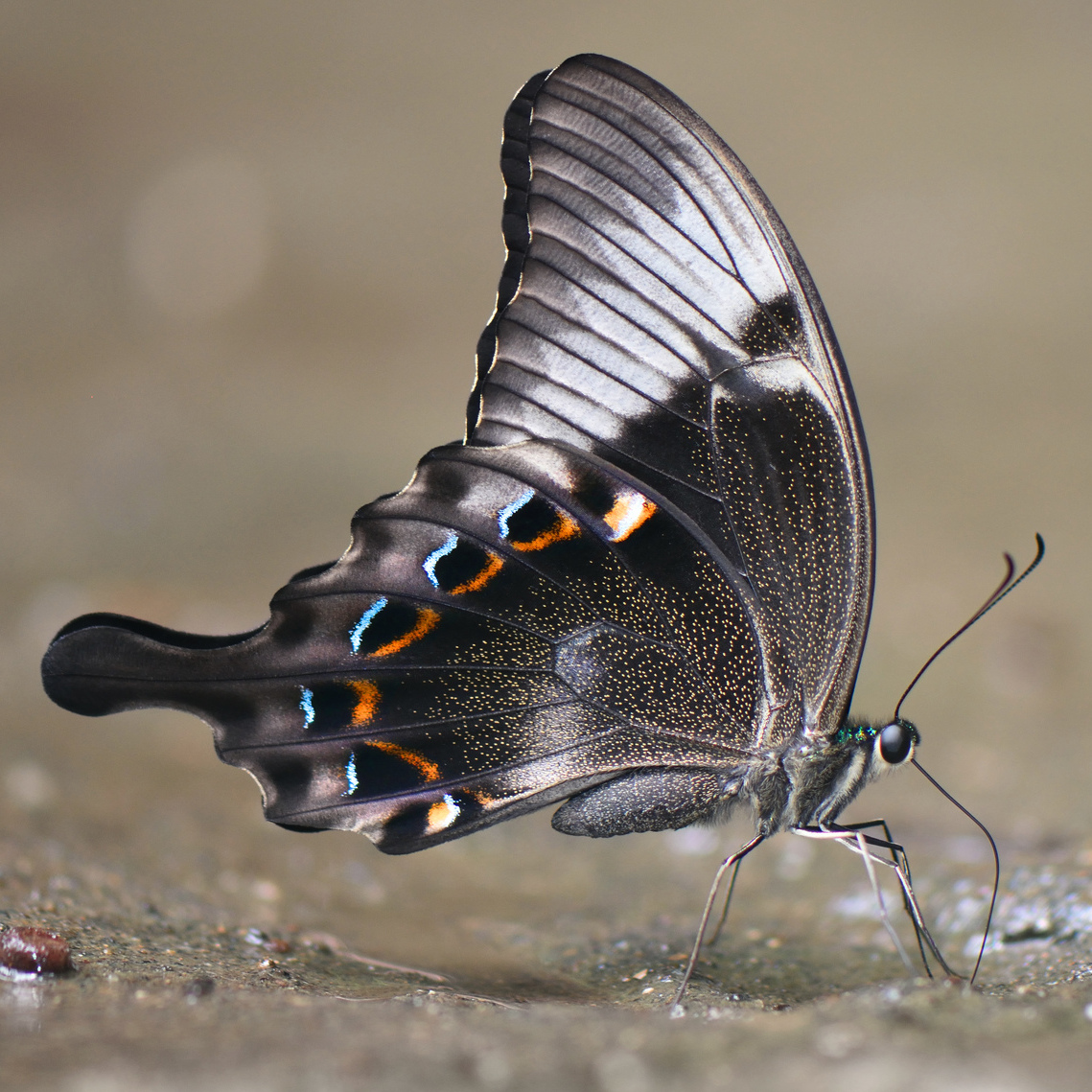
P. peranthus pousada e se alimentando dos sais minerais que estão presentes na umidade do solo.
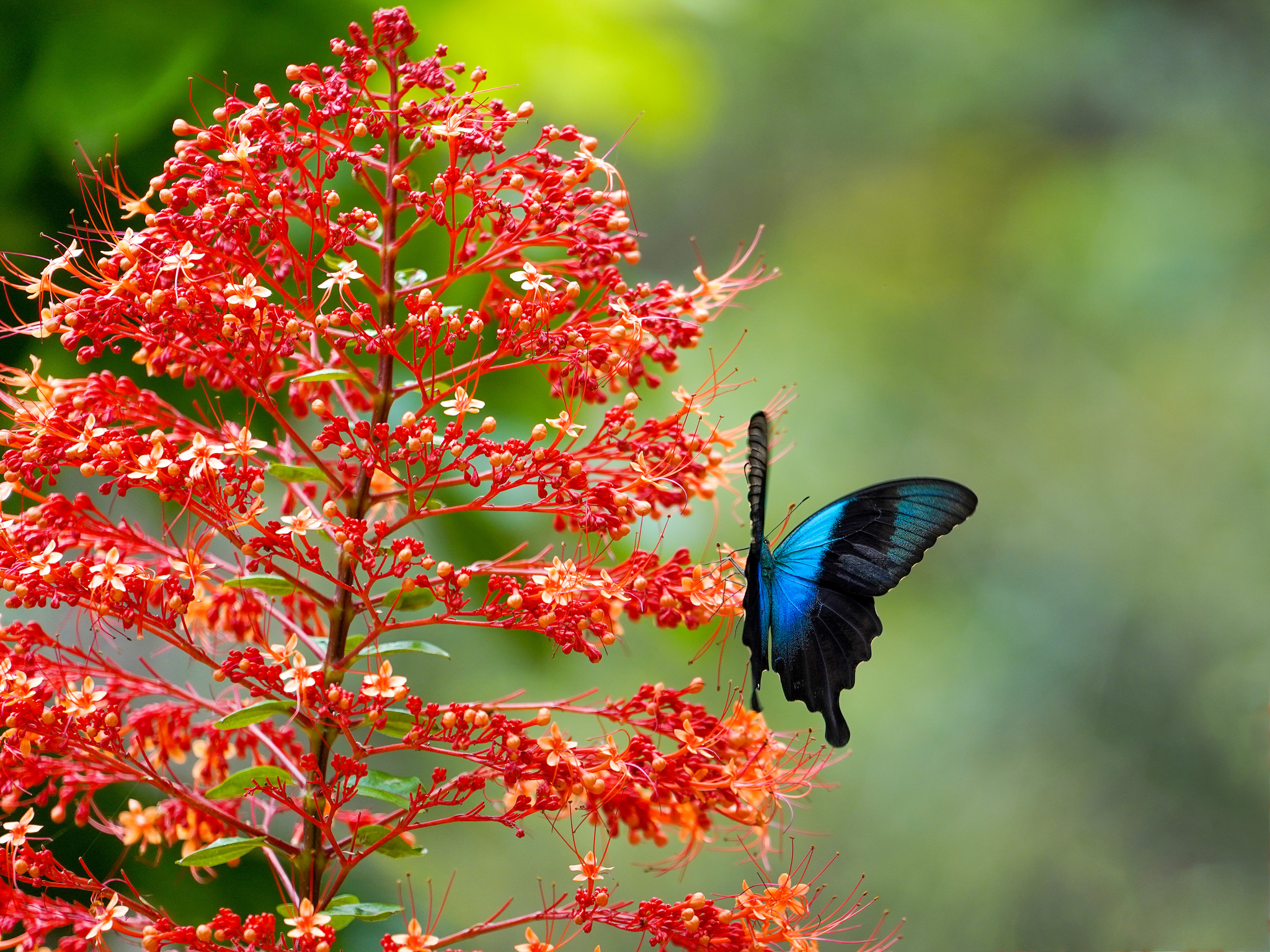
P. peranthus se alimentando do néctar das flores de Clerodendrum paniculatum.

## Subespécies
P. peranthus possui onze subespécies:
- Papilio peranthus peranthus - Descrita por Fabricius em 1787. Proveniente de Java.
- Papilio peranthus adamantius - Descrita por C. & R. Felder em 1865. Proveniente de Sulawesi (Celebes).[3]
- Papilio peranthus intermedius - Descrita por Snellen em 1890. Proveniente de Tana Djampea, Bonerate e Kalaotoa (sul de Sulawesi).[3]
- Papilio peranthus fulgens - Descrita por Röber em 1891. Proveniente de Bonerate (sul de Sulawesi), Lombok, Sumbawa, Flores, Pura e Adonara.
- Papilio peranthus baweana - Descrita por Hagen em 1896. Proveniente de Bawean (nas pequenas Ilhas da Sonda).
- Papilio peranthus insulicola - Descrita por Rothschild em 1896. Proveniente de Selayar.
- Papilio peranthus transiens - Descrita por Fruhstorfer em 1898. Proveniente das pequenas Ilhas da Sonda.
- Papilio peranthus fannius - Descrita por Fruhstorfer em 1909. Proveniente de Sumbawa.
- Papilio peranthus kinesias - Descrita por Fruhstorfer em 1909. Proveniente de Flores.
- Papilio peranthus kransi - Descrita por Jurriaanse & Lindemans em 1920. Proveniente de Buton.
- Papilio peranthus wangiwangiensis - Descrita por Kitahara em 1989. Proveniente de Tukangbesi (sudeste de Sulawesi).